# Clásico Colo-Colo - Cobreloa
El Clásico Loíno-Albo es un derbi deportivo que enfrentan los equipos de fútbol chilenos Cobreloa y Colo-Colo.

## Historia
El primer enfrentamiento por campeonatos nacionales entre Cobreloa y Colo-Colo se disputó el 5 de marzo de 1978 en el antiguo Estadio Municipal de Calama ante una asistencia de 11.455 personas. Esa tarde los Zorros del Desierto dirigidos por Andrés Rafael Prieto Urrejola vencieron 4-2 ante los albos comandados técnicamente por Sergio Navarro.
Cobreloa era el único equipo chileno que tuvo ventaja en el frente a frente histórico sobre Colo-Colo, estadística que se igualó con el triunfo albo logrado el 26 de abril de 2015 . Actualmente en 98 encuentros, incluyendo los encuentros jugados al amparo de las liguillas pre libertadores, Albos y Loínos poseen 35 triunfos cada uno y 28 empates. En goles, Colo-Colo tiene 137 y los loínos 134. 
Ambos definieron el título 8 ocasiones, donde Cobreloa fue campeón 4 veces (1982, 1992, Apertura 2003, Clausura 2003) y Colo-Colo en 4 oportunidades (1979, 1981, 1983, 1993). 
En la era de los Play Offs (2002-2012), se enfrentaron en 8 ocasiones, con 4 triunfos Albos (Cuartos de final Apertura 2002, Semifinal Clausura 2002, Semifinal Clausura 2006, Semifinal Clausura 2008) mientras que los Loínos tienen 4 triunfos (Final Apertura 2003, Final Clausura 2003, Semifinal Clausura 2004 y Semifinal Clausura 2011.

### Victorias destacadas de Cobreloa
- El debut de Cobreloa en Primera División se daría un 5 de marzo de 1978, y que mejor manera de estrenarse que contra Colo-Colo en el antiguo estadio Municipal de Calama. Por los loínos anotaron Luis Ahumada (15’ y 90’), José Luis Ceballos (19’) y Juan “Roly” Núñez (82’). Descontaron Héctor Pinto (81’) y Juan Carlos Orellana (85’) para Colo-Colo, iniciando así la reñida historia del eterno campeón con 34 títulos nacionales y los zorros del desierto con 10 títulos de la primera división, historia que perduraría hasta la actualidad.[5]

- El 24 de noviembre de 1996 ocurriría la primera goleada por parte del conjunto loíno en torneos nacionales frente a los albos. Los zorros del desierto ganarían 3-0 en Calama con goles de Riveros, Vásquez y Silva. Este partido sería el debut del defensor central Luis Mena, quien reemplazaría a Marco Muñoz en el minuto 46'. A pesar de la victoria naranja, Colo-Colo sería el campeón del Torneo Nacional 1996. De hecho, el "Cacique" llegaba como campeón a este compromiso.[6]

- Colo-Colo como campeón del Torneo Clausura 2002 buscaba el bicampeonato frente a Cobreloa. Se disputaba la final de vuelta del Torneo Apertura 2003 en Calama ante 17 000 espectadores. En la ida jugada en Santiago ante 40 000 personas y arbitrada por Rubén Selmán, el partido había terminado 0-0. Cobreloa derrotaría de forma aplastante a Colo-Colo por 4-0 con goles de Luis Fuentes (28'), José Luis Díaz (67') y Patricio Galaz (72', 87'). Iván Zamorano, quien estaría jugando sin cobrar sueldo en Colo-Colo, agredió al árbitro Carlos Chandía, lo que le significaría su expulsión del partido y una posterior suspensión de 16 fechas, hecho que adelantó su retiro del fútbol. De esta forma Cobreloa, con Nelson Acosta en la banca, ganaba su sexto título de Primera División y el primero en 11 años (la última vez había sido en 1992).[7]

- El 21 de diciembre de 2003 ocurriría una verdadera sorpresa: Colo-Colo llegaba como amplio favorito para adjudicarse el Torneo Clausura de ese año, más aún después de que la final de ida entre loínos y albos terminara con un empate 2-2 en Calama. Pero Cobreloa, en la llave de vuelta que se disputó en un Estadio Monumental repleto, venció por 2-1 a Colo Colo consagrándose bicampeón.

- Durante el Torneo Transición 2013 ocurriría la goleada más abultada en favor de Cobreloa por 5-2. Anotarían Leandro Gracián (38'), Miguel Ángel Cuéllar (48', 50'), Bryan Cortés (57') y Sebastián Pol (66') para Cobreloa y Mauro Olivi (76') y Cristián Suárez (autogol 79') para Colo-Colo.[8] Bajo el mandato de Marco Antonio Figueroa, los mineros se perfilaban como un candidato al título, pero el conjunto nortino solo se mantendría puntero las primeras 3 fechas y finalmente terminaría ocupando el tercer lugar. Este sería el último clásico disputado en el antiguo Estadio Municipal de Calama antes de su remodelación.
- El Torneo de Primera División 2024 marcaba el regreso a la máxima categoría de Cobreloa tras 8 años en la Primera B. El 17 de abril de 2024, en el Estadio Monumental, el recién ascendido obtenía una victoria por 2-0 ante su rival, gracias a goles de Cristian Insaurralde (26') y Gastón Rodríguez (66').[9] El encuentro no estuvo exentos de polémicas, puesto que a los 42' el árbitro Nicolás Millas expulsó por una doble amarilla a Insaurralde por una falta sobre Brayan Cortés que tras las repeticiones televisivas no se logra acreditar;[10] mientras que a los 88' minutos el mismo Cortés fue expulsado tras agredir al capitán de Cobreloa Rodolfo González, quien también fue expulsado.[11]

### Victorias destacadas de Colo-Colo
- El 3 de febrero de 1988 ocurriría la primera goleada por parte del conjunto albo en torneos nacionales frente a los naranjas. Disputando la Liguilla Pre-Libertadores, Colo-Colo ganaría 3-0 con goles de Leonardo Montenegro (16'), Ricardo Dabrowski (85') y Arturo Jauregui (87'). Ese encuentro se disputó ante 40.476 espectadores en el Estadio Nacional. Colo-Colo se consagraría campeón de dicha Liguilla clasificando así a la Copa Libertadores 1988

- El cacique estaría nuevamente, al igual que en el Apertura 1997, compitiendo palmo a palmo con la Universidad Católica para obtener el título del Clausura 1997. Corría la fecha 11° y se sabía que los cruzados habían ganado su encuentro frente a Santiago Wanderers, quedando así con 25 puntos, mientras los albos tenían 19 con su partido por jugar frente a Cobreloa, por lo que sería una fecha decisiva donde era imperioso ganar el encuentro que se disputaría un 23 de noviembre en el Monumental. El partido se mantuvo 0-0 hasta el minuto 80' cuando Fernando Vergara anotaba el primer tanto de cabeza luego de un rebote del arquero minero. Paolo Vivar empataría momentáneamente el encuentro para los naranjas en el 82', pero al minuto 83' el "Coto" Sierra serviría un tiro libre mandando un centro al área, en el cual Ivo Basay cabecearía anotando el 2-1 final. Con esta victoria Colo-Colo mantenía la esperanza por el título, que finalmente se materializaría unas fechas después. Cabe destacar que el gol de Basay sería el último que convertiría en un campeonato nacional. Este partido puso fin a una racha de 5 años en la que Colo Colo no vencía a Cobreloa por Campeonatos Nacionales de Primera División.

- Corría la cuarta fecha de la fase regular del Torneo de Apertura 2002 y  Colo-Colo debía ir a jugar en un reducto en el cual no había ganado en más de dos décadas: El Municipal de Calama. Ese 9 de marzo, sería una noche en la cual se destacaría una notable actuación del portero albo Eduardo Lobos quien frustraría las acciones de Cobreloa por empatar, y posteriormente las de descontar el encuentro. Mientras el conjunto loíno dirigido por Víctor Merello bombardeara una y otra vez el área de los albos, Colo-Colo aprovechó un explosivo contragolpe que terminó en gol luego de un certero disparo arriba y cruzado de Luis Ignacio Quinteros en el minuto 20'. en el minuto 33' Fernando Cornejo estrellaría un lanzamiento penal en el poste zurdo de Lobos y que en el rebote Madrid tampoco pudo concretar. el 2-0 llegaría en el minuto 47' cuando Francisco Huaiquipán le daría un brillante pase a Luis Ignacio Quinteros, logrando así la primera victoria de Colo-Colo en las alturas de Calama en 22 años.[12] En ese mismo año, los albos conseguirían dos triunfos más en Calama: 5-2 por los cuartos de final de ida del Torneo Apertura 2002  y 2-1 por las semifinales de vuelta del Torneo de Clausura 2002.

- En la fecha 16 del Torneo Clausura 2015 Cobreloa necesitaba un triunfo desesperado para escapar de la zona de descenso, su rival en aquel partido fue Colo-Colo que llegaba al Estadio Zorros del Desierto con el historial de enfrentamientos aún a favor de los locales por un triunfo, Cobreloa aspiraba a la victoria apelando a mantener la paternidad en el clásico ante el cacique. Sin embargo ese 26 de abril de 2015 aconteció una contundente victoria de 0-4 a favor de Colo-Colo, lo que se convertiría en la victoria más holgada de los visitantes ante los naranjas, el historial dejaría de estar a favor de Cobreloa finalizando así su histórica supremacía, además de consumar prácticamente el descenso a la Primera B del conjunto loíno, hito que sería una tragedia para el club ya que junto con Colo-Colo eran las únicas escuadras que nunca habían perdido la categoría. Como anécdota ese mismo día Cobresal el considerado hermano chico de Cobreloa, obtendría su primer título derrotando 3-2 a Barnechea.

- En los cuartos de final de la Copa Chile 2016, Colo-Colo no tuvo piedad con Cobreloa y lo derrotó en los 2 partidos de la llave. Primero e impuso por 2-1 en Calama y luego por 3-1 en el Monumental, avanzando a las semifinales con marcador global de 5-2. La llave también estuvo marcada, por la grave lesión del portero paraguayo del equipo colocolino Justo Villar, quien se lesionó luego de sufrir un golpe, de parte de un jugador de Cobreloa. Posteriormente, Colo-Colo se coronó campeón del certamen, tras vencer en la final a Everton.

## Historial estadístico
A continuación se muestra el total de duelos jugados Oficiales y Amistosos, tanto por la Primera División de Chile, Copa Chile y Copa Libertadores de América.